# Pino De Martino
Pino De Martino (eigentlich Giuseppe De Martino, * 31. Juli 1928 in Trapani) ist ein italienischer Filmproduzent.

## Leben
De Martino arbeitete zunächst für die Pressestelle der Produktionsfirma „Galatea“; ab 1968 produzierte er einige dokumentaristische Filme, im Jahr darauf einen ersten Italowestern und insgesamt bis 1974 acht Filme, die einen Kinoeinsatz erhielten.
1970 führte er bei seinem einzigen Film, dem Dokumentarfilm Le isole dell'amore, nach eigener Idee auch Regie.

## Filmografie (Auswahl)

### Regie
- 1970: Le isole dell'amore

### Produktion
- 1969: Django und die Bande der Bluthunde (Django il bastardo)
- 1984: Rhapsodie in Blei (Rustlers' Rhapsody)
- 1971: Ein Fressen für Django (W Django!)
- 1973: Foltergarten der Sinnlichkeit 2 (Baba Yaga)